# اروینگ (ماساچوست)
اروینگ(به انگلیسی: Erving) شهرکی در شهرستان فرانکلین ایالت ماساچوست می‌باشد که در سال ۱۸۳۸ بنیان‌گذاری شده‌است. این شهرک در سرشماری سال ۲۰۱۰ میلادی، ۱٬۸۰۰ نفر جمعیت داشته‌است.